# 要介護認定
| 被保険者 | 第1号 (65歳～) | 第2号 (40～65歳) | 総計      |
| -------- | -------------- | ---------------- | --------- |
| 要支援1  | 678            | 12               | 690 (13%) |
| 要支援2  | 688            | 21               | 709 (13%) |
| 要介護1  | 940            | 25               | 965 (18%) |
| 要介護2  | 914            | 35               | 948 (18%) |
| 要介護3  | 698            | 22               | 721 (14%) |
| 要介護4  | 646            | 18               | 665 (13%) |
| 要介護5  | 585            | 22               | 607 (11%) |
| 総計     | 5150千人       | 156千人          | 5306千人  |

要介護認定（ようかいごにんてい）とは、日本の介護保険制度において、被保険者が介護を要する状態であることを保険者が認定するものである。過程においては日常生活動作の評価がなされる。以下、介護保険法については条数のみ、介護保険法施行令については「施行令＋条数」を記す。
公的医療保険（健康保険、国民健康保険、共済組合、後期高齢者医療制度等）は被保険者証を持参して保険医療機関で受診するだけで保険給付を受けられるのに対し、介護保険は被保険者証を持っているだけでは保険給付を受けることはできず、要介護認定を受けなければならない。
介護保険法では、日常生活において介護を必要とする状態を意味する要介護認定（第27条）と、日常生活に見守りや支援を必要とする状態を意味する要支援認定（第32条）の2種類の認定が別々に規定されている。このため、2種類の認定の総称としては「要介護認定等」「要介護認定（要支援認定）」などとするのが正確な表記である。しかし、手続きはほぼ同一であり、また要介護認定を申請したのに要支援の判定がなされたり、その逆もありうるため（第35条）、法令や行政文書などを除いては、要介護認定と要支援認定の2種類の認定をまとめて「要介護認定」と呼ぶのが通常となっている。
以下の解説においては、特に区別して表記する場合を除き、要介護認定と要支援認定の2つの総称の意味で要介護認定という表記を用いる。

## 要介護認定の流れ
1. 要介護認定を受けようとする介護保険被保険者は、保険者（市町村及び特別区。以下、特に断らない限り「市町村」と略す）に対し、要介護認定申請を行う。
2. 申請を受けて、市町村は被保険者宅（あるいは、入院・入所先）に調査員を派遣し、認定調査を行う。
3. 同時に、市町村は申請書で指定された医師（主治医）に対し、主治医意見書の作成を依頼する。
4. 認定調査結果と主治医意見書は、あらかじめ国の定めた基準により、介護にかかる時間（要介護認定基準時間）に評価される。（一次判定）
5. 5名以上（更新申請の場合は3名以上）で構成される合議体にて介護認定審査会が行われ、一次判定結果および認定調査結果、主治医意見書を総合的に勘案し、要介護度および認定有効期間が最終的に判定される。（二次判定）
6. 市町村は二次判定結果を受けて、要介護認定の結果を被保険者に通知するとともに、介護保険被保険者証に要介護認定の結果を記載する。

なおこれら要介護認定に関して、都道府県は市町村に対する必要な援助を行うことができる（第38条）。

## 要介護度（要介護状態区分等）
被保険者の介護を必要とする度合いとして、最も軽度の要支援1から最も重度の要介護5まで、7段階の介護度が設けられている。制度上は、要介護状態区分と要支援状態区分の総称として要介護状態区分等とするのが被保険者証の表記にも見られる正確な表現だが、一般には要介護度や介護度などと通称されている。
最も軽度の要支援1にも該当しない場合（「自立」とも呼ばれる）や、第2号被保険者で特定疾病に該当しない場合は非該当となり、保険給付を受けることができない。「特定疾病」については、末期がん、関節リウマチ等、厚生労働省令で16の疾病が定められている。ただし非該当で法定の介護給付が受けられなくても、市町村独自の地域支援事業等のサービスを受けられる場合がある。
認定は申請日から（認定があれば申請日にさかのぼって効力を生ずる）有効期間内（原則、申請日の属する月及び翌月から6ヶ月間）に限り有効である。

### 要介護状態
「要介護状態」とは、身体上又は精神上の障害があるために、入浴、排せつ、食事等の日常生活における基本的な動作の全部又は一部について、厚生労働省令で定める期間（原則として6ヶ月間）にわたり継続して、常時介護を要すると見込まれる状態であって、その介護の必要の程度に応じて厚生労働省令で定める区分（以下「要介護状態区分」という。）のいずれかに該当するもの（要支援状態に該当するものを除く。）をいう（第7条第1項）。要介護状態には、要介護1から要介護5まで5つの要介護状態区分が設けられている。要介護状態にある被保険者を「要介護者」という（第7条第3項）。

### 要支援状態
「要支援状態」とは、身体上若しくは精神上の障害があるために入浴、排せつ、食事等の日常生活における基本的な動作の全部若しくは一部について厚生労働省令で定める期間（原則として6ヶ月間）にわたり継続して常時介護を要する状態の軽減若しくは悪化の防止に特に資する支援を要すると見込まれ、又は身体上若しくは精神上の障害があるために厚生労働省令で定める期間にわたり継続して日常生活を営むのに支障があると見込まれる状態であって、支援の必要の程度に応じて厚生労働省令で定める区分（以下「要支援状態区分」という。）のいずれかに該当するものをいう（第7条第2項）。要支援状態には、要支援1と要支援2の2つの要支援状態区分が設けられている。要支援状態にある被保険者を「要支援者」という（第7条第4項）。

#### 2006年4月の制度改正
| 2006年4月改正前 | 2006年4月改正後 |
| --------------- | --------------- |
| 要支援          | 要支援1         |
| 要介護1         | 要支援2         |
| 要介護1         | 要介護1         |
| 要介護2         | 要介護2         |
| 要介護3         | 要介護3         |
| 要介護4         | 要介護4         |
| 要介護5         | 要介護5         |

2000年4月の介護保険法制定時は要支援状態に区分はなく、単に「要支援」とされていた。2006年4月の制度改正で、それまでの要介護1について「状態の維持・改善可能性」の審査判定を追加で行って2つに分割することになり、「認知機能低下」と「状態不安定」のいずれにも該当しない場合は新設の要支援2とし、いずれかまたは両方に該当する場合は引き続き要介護1とすることになった。これにあわせて、それまでの「要支援」を「要支援1」とするようになった。

## 申請
要介護認定を受けようとする被保険者は、申請書に被保険者証を添付して市町村に申請をする（第27条第1項）。第2号被保険者の場合は、通常は健康保険証もあわせて添付する。本来、申請は被保険者本人が行うものだが、要介護状態の被保険者本人が申請手続きをするのは現実的に困難であることが少なくないため、家族が申請手続きをすることが多い。家族がいない場合には、民生委員、医療機関のソーシャルワーカー、生活保護のケースワーカー、知人などが申請手続きをすることもある。また、すでに医療・福祉関係のサービスを利用している場合には、関係する事業所等に申請手続きを委託するのが一般的である。要介護認定を受けることによる不利益は通常想定されないため、申請手続きをするのが被保険者本人ではなくても、委任状の提出を求める市町村は少数である。
なお、要介護認定申請に関する手続を代わって行う、つまり申請代行することができる者として、介護保険法では指定居宅介護支援事業者、地域密着型介護老人福祉施設、介護保険施設、地域包括支援センターなどを規定しているが（第27条第1項但書、第32条）、この規定は社会保険労務士法の特例であり、「報酬を得て、業として（つまり、反復・継続して）、要介護認定の申請代行又は代理を行いうるのは、社会保険労務士、指定居宅介護支援事業者及び介護保険施設に限定される」が、「報酬を受けないというのであれば、これら以外の者について、申請の代行又は代理を行うことは当然に可能である」としている。

### 申請区分
- 新規申請（第27条第1項、第32条第1項）
  - 住所移転後の新規申請（第36条）
- 更新申請（第28条第2項、第33条第2項）
  - みなし更新（規則第35条第5項・第6項、第49条第5項・第6項）
- 区分変更申請（第29条第1項、第33条の2第1項）
  - サービス種類指定の変更申請（第37条第2項）
- 申請によらず市町村の職権で行うもの
  - 介護・支援の必要の程度が低下したことによる区分の変更（第30条第1項、第33条の3第1項）
  - 要介護・要支援に該当しなくなったときなどの認定取消し（第31条第1項、第34条第1項）

なお要支援者の区分変更申請の規定（第33条の2第1項）は、要支援1・要支援2の相互間の変更のみを求めるものでしかないため、この規定による申請は通常なされない。要支援者が認定有効期間途中に重度の介護度への変更を求めて申請する場合は、第27条第1項により新規の要介護認定申請をすることになる。これを前提に、みなし更新の規定（施行規則第35条第5項）が設けられている。これは、要支援認定と要介護認定があくまで別の認定であるという制度設計による。なお、実務上は「要支援者による新規の要介護認定申請」についても「区分変更」と通称されることがあるが、本当に「要支援者の区分変更申請」（第33条の2第1項）をしてしまうと、意図したのとは異なる認定結果になることに注意を要する。

### 申請に関する行政指導
入院中で退院の見込みがなかったり、在宅でも当面はサービス利用の予定がない場合など、サービス利用の見込みがない状態での要介護認定申請について、申請をしないように指導する市町村がある。これは、申請件数を減らすことにより、サービス利用がある被保険者の要介護認定を迅速に行うことや事務費用の削減を目的としている。ただし、サービス利用が無くても要介護認定を受ける権利はなくならないので、行政指導はあくまで任意のものにすぎず、強制力のあるものではない（行政手続法第7条、各市町村行政手続条例の行政手続法第32条・第33条に相当する規定）。申請の意思が明らかであれば、申請書用紙を渡さなかったり、申請書を受け取らないというような行為は違法となる。

### 結果通知前の申請
新規申請をした後に状態が悪化して区分変更申請をするとすれば、その時期は新規申請の結果通知の後というのが一般的な扱いである。しかし、先に行った申請の結果が決まるまで次の申請ができないというような明文の規定があるわけではない。厚生労働省が過去に示している資料「短期間に繰り返し行われる要介護認定への対処について」（全国介護保険担当課長会議資料（平成11年8月3日開催））でも、申請自体は有効であることが前提となっている。

### 申請前のサービス利用
要介護認定は申請日から有効になるので、申請日以前のサービス利用は、保険給付の対象とならない。ただし、「当該要介護認定の効力が生じた日前に、緊急その他やむを得ない理由により指定居宅サービスを受けた場合において、必要があると認めるとき」には、市町村が特例居宅介護サービス費を支給すると規定している（第42条）。また、特例地域密着型介護サービス費（第42条の3）、特例施設介護サービス費（第49条）、特例特定入所者介護サービス費（第51条の4）にも同趣旨の規定がある。

### 申請に基づく要介護認定の取消
要介護認定を受けている被保険者の申請に基づいて要介護認定を取り消すことについては「否定されるものではない」としている。また、要介護認定を受けている被保険者が自主的に認定を取り下げて地域支援事業の特定高齢者施策の対象となることを肯定している（ここでは、要介護認定の「取消届」としている）。

### 障害者自立支援法からの橋渡し運用
介護保険法による給付は障害者自立支援法による給付よりも優先される（障害者自立支援法第7条）。このため、障害者自立支援法による給付を受けていた者が65歳になる時（介護保険の特定疾病に該当する場合は40歳になる時）には、制度間の移行が発生する。65歳になってから要介護認定の手続きを進めることにすると、誕生日前日から1か月程度の暫定利用が生じてしまう。このため、65歳到達日（誕生日の前日）の3か月前以降にあらかじめ要介護認定手続きを行って介護度を確定しておき、65歳到達日に申請及び認定したことにするという扱いを運用上の対応として可能としている。

### みなし2号
日本ではすべての国民が何らかの公的医療保険（健康保険、国民健康保険、船員保険等）に加入することになっているが、生活保護受給者は例外（国民健康保険法第6条第9号）で、国民健康保険から脱退して医療費の全額が医療扶助として生活保護から支払われる仕組みになっている。このため、生活保護受給者は介護保険の第2号被保険者にはならず、介護が必要な場合には、介護保険と同等の給付を生活保護から介護扶助10割として受給する。
この際は、全額が生活保護となり、介護保険の給付ではなくなるが、介護保険と同様に要介護認定が行われるため、「みなし2号」などと通称される。ただし、通常は介護保険法の給付が障害者自立支援法よりも優先するのに対して、生活保護法と障害者自立支援法の関係になるため、障害者自立支援法の給付が優先することになる。
なお、就労しているが収入が少ないために生活保護を受給している場合には、生活保護受給者であっても医療保険に加入しているため、通常の第2号被保険者となり、介護保険から9割、生活保護（介護扶助）から1割の支給となる。

## 認定調査
要介護認定申請を受けた市町村は、被保険者宅（あるいは、入院・入所先）に調査員を派遣し、被保険者の心身の状況や置かれている環境などについて認定調査を行う（第27条第2項）。通常は事前に調査員が訪問の日時を連絡し、可能であれば同居している家族等の立ち会いを求める。
新規の要介護認定申請の場合、認定調査は保険者である市町村の職員が行う。ただし、被保険者が遠隔地に居所を有する時は、他市町村に認定調査を嘱託することができる（第27条第2項）。また、都道府県知事が指定した指定市町村事務受託法人に委託することもできる（第24条の2第1項第2号）。市町村の条例等により、調査員はその身分を証する調査員証を携帯し、請求があればこれを呈示しなければならない。
さらに、要介護認定の更新申請及び区分変更申請の認定調査に限っては、指定居宅介護支援事業者、介護保険施設、介護支援専門員（個人）などに委託することができる（第28条第5項）。申請をした被保険者とサービス利用契約を結んでいる事業者は、その要介護認定の結果に利害関係のある立場だが、認定調査の委託先となることについて法令上の制限はなく、市町村の運用に任されている。以前は新規の要介護認定申請についても同様に委託できたが、2006年（平成18年）4月の介護保険法改正により、2008年（平成20年）4月以降は委託先が指定市町村事務受託法人に限定された。
市町村はこれらの規定の範囲内で認定調査を行っているが、市町村の正規職員による認定調査が多数を占める場合、市町村の非常勤職員による認定調査が多数を占める場合、更新申請及び区分変更申請の大多数を委託している場合、新規申請を含めほとんどの認定調査を指定市町村事務受託法人で実施している場合など、対応はまちまちである。
委託料は市町村と委託先の契約によって決められるため市町村によって異なるが、一件につき2,500円から5,000円程度である（調査対象の被保険者が在宅か施設入所かによって異なることもある）。認定調査の実施から調査票の完成までに要する時間からすると安価な水準であることが多く、認定調査の委託を受けない事業者もある。
調査内容は、心身の状況、置かれている環境、その他厚生労働省令で定める事項となっており、2000年（平成12年）4月の介護保険制度施行時には85項目であったが、追加と削除が繰り返され、2003年（平成15年）4月改正で79項目、2006年（平成18年）4月改正で82項目、2009年（平成21年）4月改正で74項目と変化している。
基本調査項目は以下の通り。非保険者の状態を調査するための項目であるため、家族の介護力は考慮されない。
1. 身体機能・起居動作
  1. 麻痺等の有無
  2. 関節の動く範囲の制限の有無
  3. 寝返り
  4. 起き上がり
  5. 座位保持
  6. 両足での立位保持
  7. 歩行
  8. 立ち上がり
  9. 片足での立位保持
  10. 洗身
  11. つめ切り
  12. 視力
  13. 聴力
2. 生活機能
  1. 移乗
  2. 移動
  3. えん下
  4. 食事摂取
  5. 排尿
  6. 排便
  7. 口腔清潔
  8. 洗顔
  9. 整髪
  10. 上衣の着脱
  11. ズボン等の着脱
  12. 外出頻度
3. 認知機能
  1. 意思の伝達
  2. 毎日の日課を理解
  3. 生年月日や年齢を言う
  4. 短期記憶
  5. 自分の名前を言う
  6. 今の季節を理解
  7. 場所の理解
  8. 徘徊
  9. 外出すると戻れない
4. 精神・行動障害
  1. 物を盗られたなどと被害的になる
  2. 作話
  3. 泣いたり、笑ったりして感情が不安定になる
  4. 昼夜の逆転
  5. しつこく同じ話をする
  6. 大声をだす
  7. 介護に抵抗する
  8. 「家に帰る」等と言い落ち着きがない
  9. 一人で外に出たがり目が離せない
  10. いろいろなものを集めたり、無断でもってくる
  11. 物を壊したり、衣類を破いたりする
  12. ひどい物忘れ
  13. 意味もなく独り言や独り笑いをする
  14. 自分勝手に行動する
  15. 話がまとまらず、会話にならない
5. 社会生活への適応
  1. 薬の内服
  2. 金銭の管理
  3. 日常の意思決定
  4. 集団への不適応
  5. 買い物
  6. 簡単な調理
6. 過去 14 日間に受けた医療
  1. 点滴の管理
  2. 中心静脈栄養
  3. 透析
  4. ストーマ（人工肛門）の処置
  5. 酸素療法
  6. レスピレーター（人工呼吸器）
  7. 気管切開の処置
  8. 疼痛の看護
  9. 経管栄養
  10. モニター測定(血圧、心拍、酸素飽和度等)
  11. じょくそうの処置
  12. カテーテル(コンドームカテーテル、留置カテーテル、ウロストーマ等)

なお認定調査において、定められた調査項目では被保険者の状態を十分表せない場合、特記事項として調査員が文章で状態を記録する。
また要介護認定申請中に申請者が死亡しても、生前に認定調査が実施され、医師の診察を受けていれば、審査判定に必要な資料は整うため問題とはならない。しかし、がんなど終末期に状態が急変しやすい疾病の場合、要介護認定申請をした被保険者が、認定調査の実施前に死亡することがある。サービスの暫定利用があると、保険給付にかかわるため、申請から死亡までの要介護認定の取扱いが問題となる。「認定調査が終了していないような場合には、当然、要介護認定等も行うことができず、介護給付を受けることはできないものと考える」としており、この見解に沿って要介護認定をせずに保険給付をしない取扱いとする市町村もある。しかし、法令上明確な規定があるわけではなく、市町村側の都合で認定調査の実施までに時間を要したというようなケースもあり、すべて保険給付が受けられないことにするのが適切かどうかは、疑義が生じる。

### 主治医意見書
市町村は、申請をした被保険者の主治医に対し、疾病や負傷の状況などについて記載した主治医意見書の提出を求める（第27条第3項）。多くの場合、申請書に記載された主治医に宛てて、市町村から主治医意見書の提出依頼が郵送されるが、申請をしようとする被保険者に主治医意見書用紙をあらかじめ配布し、被保険者が主治医に用紙を渡し、記入済みの主治医意見書を添付して市町村に申請書を提出する形式を採る市町村もある。
意見書の項目は以下の通り5項目がある。
1. 傷病に関する意見
  1. 診断名
  2. 症状としての安定性
  3. 生活機能低下の直接の原因となっている傷病または特定疾病の経過及び投薬内容を含む治療内容
2. 特別な医療
  1. 処置内容（点滴の管理、中心静脈栄養、透析、ストーマの処置、酸素療法、レスピレーター、気管切開の処置、疼痛の看護、経管栄養）
  2. 特別な対応（モニター測定（血圧、心拍、酸素飽和度等）、褥瘡の処置）
  3. 失禁への対応（カテーテル（コンドームカテーテル、留置カテーテル等））
3. 心身の状態に関する意見
  1. 日常生活の自立度等について
    1. 障害高齢者の日常生活自立度(寝たきり度) - 自立およびJ1からC2まで
    2. 認知症高齢者の日常生活自立度 - 自立およびIからIVおよびM

  2. 認知症の中核症状（短期記憶、日常の意思決定を行うための認知能力、自分の意思の伝達能力）
  3. 認知症の行動・心理症状（BPSD）
  4. その他の精神・神経症状
  5. 身体の状態（利き腕、身長、体重、過去6か月の体重の変化、四肢欠損、麻痺、筋力の低下、関節の拘縮、関節の痛み、失調・不随意運動、褥瘡、その他の皮膚疾患）
4. 生活機能とサービスに関する意見
  1. 移動（屋外歩行、車いすの使用、歩行補助具･装具の使用）
  2. 栄養・食生活（食事行為、現在の栄養状態）
  3. 現在あるかまたは今後発生の可能性の高い状態とその対処方針（尿失禁、転倒・骨折、移動能力の低下、褥瘡、心肺機能の低下、閉じこもり、意欲低下、徘徊、低栄養、摂食・嚥下機能低下、脱水、易感染性、がん等による疼痛）
  4. サービス利用による生活機能の維持･改善の見通し
  5. 医学的管理の必要性（訪問診療、訪問看護、看護職員の訪問による相談・支援、訪問歯科診療、訪問薬剤管理指導、訪問リハビリテーション、短期入所療養介護、訪問歯科衛生指導、訪問栄養食事指導、通所リハビリテーション）
  6. サービス提供時における医学的観点からの留意事項（血圧、移動、摂食、運動、嚥下）
  7. 感染症の有無
5. 特記すべき事項

当該被保険者に係る主治の医師がないときその他当該意見を求めることが困難なとき、市町村は当該被保険者に対して、その指定する医師又は当該職員で医師であるものの診断を受けるべきことを命ずることができるが（第27条第3項但書）、被保険者への命令の形式となっているため、この規定が直接適用されることはあまりない。実際には「医者に掛かったことがない」「遠方から転居して来て近くにかかりつけ医がいない」というような被保険者が申請しようとするとき、市町村は被保険者に医療機関を紹介して、受診を促すことが多い。

## 一次判定
市町村は、認定調査の結果と医師意見書の内容をコンピュータに入力し、全国一律の基準により介護にかかる時間（要介護認定等基準時間）を一次判定結果として算出する。
そして一次判定結果が記載されたシートをコンピュータから印刷し、認定調査票の特記事項と主治医意見書と合わせたものを介護認定審査会資料として介護認定審査会に提示し、判定を求める（第27条4項）。なお、介護認定審査会資料には申請した被保険者の氏名などは通常記載しない。

### 要介護認定等基準時間
要介護認定等基準時間は、次に掲げる行為に要する1日当たりの時間として、厚生労働大臣の定める方法により推計される時間である（要介護認定等に係る介護認定審査会による審査及び判定の基準等に関する省令第3条）。単位は分。
1. 直接生活介助 - 入浴、排せつ、食事等の介護
2. 間接生活介助 - 洗濯、掃除等の家事援助等
3. BPSD関連行為 - 徘徊（はいかい）に対する探索、不潔な行為に対する後始末等 。BPSDとはBehavioral and psychological symptoms of dementiaの略で「認知症の行動・心理症状」と訳される。
4. 機能訓練関連行為 - 歩行訓練、日常生活訓練等の機能訓練
5. 医療関連行為 - 輸液の管理、じょく瘡の処置等の診療の補助等

| 要介護度 | 基準時間          | 状態の維持・改善可能性                                         |
| -------- | ----------------- | -------------------------------------------------------------- |
| 非該当   | 25分未満          | （審査なし）                                                   |
| 要支援1  | 25分以上32分未満  | （審査なし）                                                   |
| 要支援2  | 32分以上50分未満  | 「認知機能低下」と「状態不安定」のいずれにも該当しない         |
| 要介護1  | 32分以上50分未満  | 「認知機能低下」と「状態不安定」のいずれかまたは両方に該当する |
| 要介護2  | 50分以上70分未満  | （審査なし）                                                   |
| 要介護3  | 70分以上90分未満  | （審査なし）                                                   |
| 要介護4  | 90分以上110分未満 | （審査なし）                                                   |
| 要介護5  | 110分以上         | （審査なし）                                                   |

#### 要介護認定等基準時間の推計方法
要介護認定等基準時間は、一分間タイムスタディ・データを元にした樹形モデルにより推計される。「一次判定ロジック」ともいう。樹形モデルの作成には、S-PLUSの樹形モデル作成機能が使われた。
この樹形モデルによる基準時間の算出は、手作業でも可能だが、煩雑で時間がかかるため、厚生労働省が専用のソフトウェア（一般的に「認定ソフト」または「一次判定ソフト」などと呼ばれている。）を市町村へ無償で配布している。このソフトウェアに認定調査の結果を入力すれば、対象者の基準時間を算出できるようになっている。
厚生労働省のソフト自体は一般に配布されていないが、ソフトウェアに組み込まれている樹形モデルは「要介護認定等基準時間の推計の方法」（平成12年厚生省告示第91号）により公表されているため、この情報を元に同等の機能を有するソフトやオンラインサービスが複数作成されインターネット上に公開されている。これらはあくまで予測であるが、介護支援専門員などの業務の参考データに活用されている。

#### 逆転現象
一般的な感覚としては、心身の状態が悪化すれば介護の手間の増加につながると考えるのが自然だが、樹形モデルでは、ある認定調査項目を状態が悪い方へ変更した場合に基準時間が短くなる（介護の手間が少なくなると評価される）ことがある。樹形モデルで起こるこの現象は逆転現象と通称され、一次判定ソフトの妥当性をめぐる議論でしばしば取り上げられる。
逆転現象全てを否定的に捉えて一次判定ソフトに信頼性がないとするような主張もあるが、逆転現象が起こるのは心身の状態が悪化しても介護の手間の増加につながらないケースが樹形モデルに反映されているためで、厚生労働省が作成した介護認定審査会委員テキストにおいても「状態像が悪いほど、介助量が増加するだろうともいえません」との記載がある。
例えば、歩行ができて認知症の周辺症状が激しい人が、骨折して歩行できなくなったとすれば、必ずしも介護の手間の増加にはつながらないと考えられる。また、一口ずつ時間をかけて食事を口に運ぶ介護でかろうじて経口摂取をしていた人が、経口摂取できなくなり胃ろうになったという場合も、必ずしも介護の手間の増加にはつながらないと考えられる。
一方で、樹形モデルの中には、状態の悪化が介護の手間の減少につながるとは考え難い逆転現象も存在しており、すべてが合理的に説明できるわけではないため、1分間タイムスタディのデータの信頼性とも関連した議論がなされることがある。

#### 一分間タイムスタディ・データ
一分間タイムスタディ・データは、全国の介護保険施設（特別養護老人ホーム、老人保健施設、介護療養型医療施設）に入所（入院）している高齢者について、48時間にわたり、1分刻みで、どのような介護サービスがどのくらいの時間にわたって行われたかを調査した結果である。平成21年4月以降に使用されている一次判定ソフトは、介護保険施設60施設で、3519人に対して行った一分間タイムスタディ・データにより作成されている。
一分間タイムスタディ・データをめぐっては、次のような議論がある。
- 介護保険施設だけで調査を行っているため、生活環境が異なる在宅の高齢者の介護の手間を推計するデータとしては適さないのではないか。
- 介護保険施設の入所者は重度の高齢者が中心であるため、軽度の高齢者の介護の手間を推計するデータとしては適さないのではないか。（平成21年4月以降に使用されている一次判定ソフトの一分間タイムスタディ・データは、3519人に対して調査を行っているが、このうち約半数が要介護4と要介護5の高齢者で、要支援1は2人、要支援2は10人しか含まれていない。）
- 調査時間が48時間であったため、頻度が低い介護サービスが適切に反映されていないのではないか。（例えば、入浴は曜日を決めて週2回程度提供されることが多く、調査期間に入浴をしなかった者がいたといわれる。）
- データは介護保険施設の現在の状況を捉えたもので、施設側の都合により設定したスケジュールで提供されている介護サービスの現状を測定しているに過ぎず、本来目指すべき介護サービスの水準とは一致しないので、それを元に要介護認定を行うのは不適当ではないか。

こうした議論は、制度開始当初や一次判定ソフト改訂の際に繰り返されているが、厚生労働省は一分間タイムスタディ・データ自体をこれまで公表していないため、厚生労働省以外の者による検証が行われたことはない。
なお、基準時間のうち「特別な医療にかかる時間」は、一分間タイムスタディ・データに基づく樹形モデルによらず、調査項目ごとに定めた時間数を単純加算している。この部分は介護保険制度開始以来改定されたことが無く、国会の質問主意書に対して「約十年前の場合を実際に測定したものであり、実態が変化していると考えられることから、それに合わせたものにするため修正する」（内閣衆質一六九第四一一号／平成20年5月30日）と政府答弁がなされたこともあるが、実際に改定されることはなく放置されている。

### 介護認定審査会
介護認定審査会は、要介護認定の審査判定を行うため、市町村の附属機関として設置されている（第14条）。
委員の定数は政令で定める基準に従い条例で定める数とする（第15条）。委員は、保健・医療・福祉の学識経験者を市町村長が任命する（第15条第2項）。任期は原則2年で再任も可能（施行令第6条）。条例で定めれば2年を超え3年以下の期間で定められる。審査会の委員は、非常勤特別職の公務員であり、市町村規定の報酬が支払われ、守秘義務が課せられている。また介護認定審査会には会長が置かれ、委員の互選によって定められる（施行令第7条）。
実際に委員に任命されているのは、医師、歯科医師、薬剤師、看護師、保健師、介護支援専門員、精神保健福祉士、社会福祉士、介護福祉士、理学療法士、作業療法士、言語聴覚士などの資格を持つ者がほとんどで、医師会や歯科医師会などこれらの資格の職能団体に推薦を求め、それに基づき任命していることが多い。「各分野の均衡に配慮した構成」が求められており、「委員のうち保健、医療又は福祉のいずれかの分野の学識経験を有する委員を欠くときは会議を開催しないことが望ましい」ともされている。しかし、介護保険制度発足時には、福祉系資格の職能団体が現在より未発達で、有資格者の人数も少なかったため、医療系の委員が中心となった。各市町村が公開している委員名簿によれば、現在でも福祉系の委員数が限られているところは多く、合議体数よりも少ないこともある。
介護認定審査会はこれら委員のうちから会長が指名する者をもって構成する合議体で、審査及び判定の案件を取り扱う（施行令第9条）。合議体には長が1人置かれ、当該合議体を構成する委員の互選によってこれを定める（同条第2項）。合議体を構成する委員の定数は、5人を標準として市町村が定める数とする（同条第3項）。合議体は、これを構成する委員の過半数が出席しなければ、会議を開き、議決をすることができず（同条第4項）、議事は、出席した委員の過半数をもって決し、可否同数のときは、長の決するところによる（同条第5項）。なお申請の全件を介護認定審査会で審査判定するため、ほとんどの市町村では合議体を複数設置することで件数を処理している。また合議体の長は医師となることが多いが、制度上医師に限定されているわけではない。医療機関に勤務する医師にとって、介護分野の現状把握は難しい場合も多く、福祉系やリハビリ系の委員が合議体の長を務めることもある。
介護認定審査会は市町村が共同で設置することも可能であり（第16条）、介護認定審査会の委員の確保が困難な場合など、地方部では小規模な市町村を中心に共同設置の例がある。また、広域連合を設置し、介護認定審査会に加え、認定調査の実施も共同で実施している例もある。こうすることで近隣市町村での公平な判定や認定事務の効率化を図っている。
介護認定審査会では市町村から審査及び判定を求められたときは、厚生労働大臣が定める基準に従い、当該審査及び判定に係る被保険者について、同項各号に規定する事項に関し審査及び判定を行い、その結果を市町村に通知するする（第27条第5項）。この場合において、認定審査会は、必要があると認めるときは、当該被保険者の要介護状態の軽減又は悪化の防止のために必要な療養に関すること（第27条第5項1）など、市町村に意見を述べることができる（第27条第5項）。
また、必要があると認めるときは、当該審査及び判定に係る被保険者、その家族、主治の医師その他の関係者の意見を聴くことができる（第27条第6項）。

## 二次判定
介護認定審査会資料、特記事項と主治医意見書は、被保険者名、調査員名、主治医意見書作成者名等が覆い隠され個人が特定されない状態で、介護認定審査会において介護の必要度（要介護度）及び認定有効期間が判定される。これを二次判定という。
二次判定は、一次判定結果を原案として行われ、介護認定審査会資料に一次判定での統計的推計では反映されていない要素があると認められる場合には、一次判定結果を重度または軽度に変更することができる。また感染症に感染していて、医療施設でないと管理が難しいという場合など、例外的にサービスの指定ができる。
サービス提供上の留意事項については、認定審査会として意見を付すことができることになっている。

### 認定有効期間
要介護認定の有効期間は次の範囲内で介護認定審査会が申請ごとに定める（介護保険法施行規則第38条）。
| 申請     | 更新前       | 更新後       | 有効期間 | 市町村が必要と認める場合の期間 |
| -------- | ------------ | ------------ | -------- | ------------------------------ |
| 新規     | N/A          | N/A          | 6か月    | 3か月から12か月                |
| 区分変更 | N/A          | N/A          | 6か月    | 3か月から12か月                |
| 更新     | 要支援1から2 | 要介護1から5 | 12か月   | 3か月から36か月                |
| 更新     | 要介護1から5 | 要支援1から2 | 12か月   | 3か月から36か月                |
| 更新     | 要支援1から2 | 要支援1から2 | 12か月   | 3か月から48か月                |
| 更新     | 要介護1から5 | 要介護1から5 | 12か月   | 3か月から48か月                |

新規申請および区分変更申請では、申請日が有効期間開始日となる（第27条第8項）。したがって、申請してから結果通知までの間に利用したサービスについても、結果次第で保険給付の対象となり、このような利用は暫定利用と呼ばれている。なお、申請日が各月2日～31日の時は、翌月を1か月目として数え、有効期間の満了日は月末に統一される。
更新申請では、申請日や結果通知日に関わらず、更新前の有効期間満了日の翌日が更新後の有効期間開始日となる。このため、結果通知が遅延しても、認定の空白期間が生じることはない。
介護認定審査会が行う二次判定において、被保険者の状態が安定しないと認められる場合は標準より短い期間とすることができ、被保険者の状態が安定していると認められる場合には標準より長い期間を指定することができる。ただし、申請数の増加を抑制して事務負担を軽減するため、なるべく長い有効期間とするように運用している市町村も多い。
認定有効期間の途中でも、被保険者は介護度を変更する申請を随時することができる。一方、サービスを提供する事業者は期間途中に介護度を変更する申請をすることができないため、期間中の状態の変化により介護度と実際の心身の状態が一致しなくなっても、そのままの介護度でサービスが継続されることがある。
認定有効期間は、市町村の事務負担軽減を目的に、設定可能な範囲の上限を広げる制度改正が繰り返し行われている。
- 2011年4月に区分変更申請の上限を6か月から12か月に延長。
- 2012年4月に新規申請の上限を6か月から12か月に延長。
- 2015年4月からは市町村の全域において介護予防・日常生活支援総合事業を実施した自治体については、更新申請の有効期間を原則12か月、上限24か月とした。
- 2018年4月からは更新申請による認定の有効期間が最大36か月まで延長[15]。
- 2021年4月からは更新認定の直前の要介護度と同じ要介護度になった者の有効期間の上限が36か月から48か月に延長[16]。

## 審査判定結果の通知
市町村は、介護認定審査会から審査判定結果の通知を受けると、それに基づき要介護認定をして、申請した被保険者に結果を通知する（第27条第7項等）。市町村は介護認定審査会の審査判定結果に基づき認定すると法律上規定されているため、審査判定資料に事実誤認があったとか審査判定の手順に明らかな瑕疵がある場合は別として、市町村は介護認定審査会の審査判定結果のとおりに認定することになり、裁量は存在しない。

### 申請拒否処分
要介護認定申請の結果通知は行政手続法上の「申請に対する処分」に該当するため、申請拒否処分をする場合は、市町村には理由付記の義務がある（行政手続法第8条）。「非該当」の結果通知（27条第9条）や区分変更申請の却下、被保険者による認定調査の拒否（27条第10条）は申請拒否処分に当たる。要介護認定がされる場合であっても、申請した被保険者にとって不利益な介護度である場合は、申請拒否処分に該当しうる。しかし、ほとんどの市町村は結果通知の理由欄にあらかじめ用意した定型文しか記載しておらず、理由の提示に不備があると解される余地がある。

## 申請から結果通知までの期間
要介護認定申請に対する結果の通知は、申請のあった日から30日以内にしなければならない（第27条第11項）。特別な理由がある場合には処理見込期間及びその理由を通知したうえで延期することができる（第27条第11項但書）。
しかし、結果通知までに30日以上を要することが常態化している市町村が少なくない。その理由として、次のようなことがある。
申請時期の集中
要介護認定の有効期間は必ず各月の月末が満了日となり、更新申請は満了日の60日前からすることができる。このため、日々の申請件数には1カ月周期の波が生じ、申請件数の多い時期に行われた申請は、処理に時間がかかりやすい。
認定調査票の作成遅延
認定調査の実施までに時間を要したり、調査後の調査票作成が遅れたり、調査後に追加で確認が必要となるなどにより、認定調査票の作成が遅延することがある。調査員は申請者に面接しなければならないため、1日に実施可能な認定調査の数には限界があり、一旦遅延するとなかなか解消しない。
主治医意見書の入手遅延
様々な理由により医療機関の書類作成が滞り、主治医意見書が入手できなかったりすることがある。認定調査は市町村において行うため、遅延しないように対処しやすいが、主治医意見書は主治医に作成を依頼する他にないため、遅延すると市町村は医療機関への催促を繰り返す以外の方法がない。この理由による遅延は、月単位となることもある。
介護認定審査会での審査判定の遅延
審査判定は介護認定審査会で行わなければならないが、審査会は医療・福祉分野の多職種の委員が集まって行うため、開催頻度や会議時間には限度があり、審査判定件数をすぐに増加させることは容易ではない。このため、申請件数の見込みを誤ったりすると、審査判定待ちの案件が積み上がってしまう。また、審査判定資料は審査会当日にすぐに読める量ではないため、事前の送付が必要となり、資料送付から審査会開催までにも一定期間を要する。
事務の外部化による長期化
市町村により、認定調査を委託で行ったり、介護認定審査会を広域連合で行ったりしている。この場合、書類のやり取りに一定の時間を要することになり、結果通知までの期間の長期化につながる。
なお、一部の市町村では、申請者自らがあらかじめ医療機関に主治医意見書の作成を依頼し、入手した主治医意見書を添付して要介護認定申請を行うこととしている。このようにすると、申請のあった日から30日以内に結果を通知できる割合が形式上は高くなる。

### みなし却下
申請から30日以内に結果通知がされず延期通知もないとき、また、延期通知の処理見込期間が経過しても結果通知がされないときは、申請した被保険者は、申請が却下されたものとみなすことができる（第27条第12項）。この規定により、申請をした被保険者は審査請求をすることができる。

## 救済制度

### 不服申立て
要介護認定申請の結果に不服がある時は、各都道府県に設置された介護保険審査会に審査請求をすることができる（第183条、行政不服審査法第5条第2号）。介護保険審査会は、提出された書面や聞き取りによって市町村が行った審査判定の妥当性を審査し、裁決をする。
審査請求から裁決までには3か月～1年程度を要するのが通常である。希望するサービスを利用できない認定結果になるなど、認定結果を不服と感じる申請者は少なくないが、裁決までに要する期間が長いため、実際に審査請求がなされることは稀である。実務上は、認定期間の途中に介護度を変更する申請をして再度審査判定を行うことにより不服に対処することが多い。
なお、審査請求は稀であるが、このことは審査請求で認容の裁決がされにくいということを意味するものではない。要介護認定は、認定調査の結果を主要な資料として審査判定を行うが、調査員は初対面の調査対象者について概ね1時間前後で70～80項目を調査するという場合が少なくないため、情報の聞き取り漏れが生じることがある。また、心身の状態や日常生活の状況は一人ひとり様々であり、調査項目の選択基準に当てはめたときに複数の解釈ができることがある。調査結果に修正すべき点が見つかれば、一次判定結果もそれを反映したものに修正となり、審査請求の認容につながる。

### 訴訟
審査請求前置主義が採られており、審査請求に対する裁決を経た後でなければ、取消訴訟（処分の取消しの訴え）を提起することができない（第196条、行政事件訴訟法第8条第1項但書）。もっとも、審査請求前置であっても審査請求があった日から3か月を経過して裁決がなければ、審査会が却下したものとみなして裁決を経ずに処分の取消しの訴えを提起できるので（行政事件訴訟法第8条第2項第1号）、裁決までに通常要する期間からすると、多くの場合は裁決の前に提訴可能となる。提訴の際は、2005年施行の改正行政事件訴訟法で新設された義務付け訴訟を併合することが想定される。

## 事件など

### 田辺市要介護認定県審査会裁決取消請求事件
2010年6月、和歌山県田辺市は要介護2の被保険者の更新申請に対して要介護1の認定とし、これに対して審査請求が提起された。2011年4月、和歌山県介護保険審査会は認容の裁決をしたが、田辺市は裁決の取り消しを求めて県を相手に提訴した。2012年5月、和歌山地方裁判所は田辺市に原告適格がないとして本案前で請求を却下し、田辺市は控訴を断念して確定した。
和歌山地裁の判決は、同様の審査会制度を持つ国民健康保険で、大阪市が原告、大阪府が被告となった取消訴訟において、最高裁判所が「保険者のした保険給付等に関する処分の審査に関するかぎり、審査会と保険者とは、一般的な上級行政庁とその指揮監督に服する下級行政庁の場合と同様の関係に立ち右処分の適否については審査会の裁決に優越的効力が認められ、保険者はこれによつて拘束されるべきことが制度上予定されているものとみるべきであつて、その裁決により保険者の事業主体としての権利義務に影響が及ぶことを理由として保険者が右裁決を争うことは、法の認めていないところであるといわざるをえない」とした判例（1974年5月30日最高裁判決／大阪府国民健康保険審査決定取消請求上告事件）に沿ったもの。

### 結果通知の遅延による不適正な事務処理
秋田市で、2010年8月から2011年1月までの間、495人の申請について、介護認定審査会を開催せずに結果を通知していた。秋田市の担当職員2人は、架空の審査会を開催したことにして、勝手に要介護度を認定していた。うち100人以上については、一次判定の結果を変更していた。申請者が増えて事務処理や審査会の開催が間に合わなかったのが原因とされる。

## 認定調査に関する議論や賛否

### 2009年改正をめぐる検証・検討の経緯
2006年10月、厚生労働省は休止状態にあった「要介護認定調査検討会」を再開し、2009年改正に向けた要介護認定見直しに着手した。第1回調査検討会の資料では、一次判定ソフトに用いた1分間タイムスタディ（高齢者介護実態調査）のデータが2001年調査で古いこと、要支援2と要介護1の判別ロジックを一次判定に組み込むことが課題として示された。調査検討会は、1分間タイムスタディの実施（2007年1月から3月）、第1次モデル事業（2007年12月）、第2次モデル事業（2008年9月から11月）を経て、2008年11月の第6回で終了となり、新たな一次判定ロジックが完成して2009年4月の改正を待つだけだった。
ところが、調査検討会の終了と前後する2008年11月から12月に、厚生労働省は調査検討会と別に「テキスト作成委員会」を開催し、調査項目の判断基準（選択基準）を変更して認定調査員テキストを改定した。調査検討会終了の段階になって調査項目の判断基準を変更することはそれまで明らかにされておらず、しかも変更内容が介護度の軽度化につながると見込まれたため、批判の声が巻き起こった。
2009年3月から4月にはメディアや国会での批判が著しいものとなり、抗しきれなくなった厚生労働省は、新たに「要介護認定の見直しに係る検証・検討会」を設置し、4月13日に第1回会合を開催するに至った。さらに、検証・検討が終わるまでの間の経過措置として、更新申請をした被保険者が更新前の介護度と更新後の介護度を自由選択できるという超法規的措置をとるよう市町村に求めた。
検証・検討会では2009年4月改正以降に介護度が軽度化している状況が確認され、2009年10月から認定調査員テキストを再修正して2009年4月改正以前の水準に戻すことになり、この問題は収束に至った。
しかし、これをきっかけに「公益社団法人認知症の人と家族の会」が要介護認定の廃止を提言するなど、要介護認定制度の廃止や簡素化を求める主張が顕在化する原因になった。

### 要介護認定の適正化
厚生労働省は2007年2月19日開催の全国介護保険・高齢者保健福祉担当課長会議において「要介護認定の適正な運営について」と題する資料を示し、これ以降、「要介護認定適正化事業」を実施するなど要介護認定の「適正化」に取り組んだ。
課長会議資料で示されたのは、二次判定（介護認定審査会）での介護度の軽度変更率・重度変更率を都道府県ごとに集計したもので、全国平均で重度変更超過となっていること（軽度変更7.4％・重度変更20.1％）、都道府県により変更率に大きな違いがあること（宮城県で軽度変更3.3％・重度変更31.0％となっているのに対し、鳥取県で軽度変更17.2％・重度変更14.3％）が明らかとなった。また、一次判定が「非該当」及び「要支援1」の場合に重度変更率が高いことも指摘された。
ただし、厚生労働省は各市町村の事務について直接指示することはできず、また各市町村も介護認定審査会の審査判定に直接介入することはできない。このため、厚生労働省は、地方自治法上の「技術的助言」であることを前提にしつつ、「認定適正化専門員」（厚生労働省職員及び事業委託先の三菱ＵＦＪリサーチ＆コンサルティング社員）を介護認定審査会の会議に同席させ、個別案件には介入しないものの、会議後に審査判定について指摘をする形とした。
介護保険の財源には国の負担分があり、都道府県間・市町村間で認定にバラつきがあるとすれば公平性を欠く。また、一次判定での統計的推計で反映されていない要素を調整するのが二次判定であるならば、軽度変更率と重度変更率は同じになるはずだが、実際には重度変更超過となっていた。こうした点の「適正化」を厚生労働省は意図したが、それは要介護認定の軽度化につながるものでもあった。前年の2006年4月にスタートした新予防給付で訪問介護及び通所介護が包括報酬化され事実上給付抑制になったこととも重ねて、社会保障費抑制のための恣意的なものだとする批判的な受け止め方も生じた。

### 担当ケアマネジャーへの認定調査委託の是非
認定調査は原則として初対面1回限り1時間程度で行われるため、日常生活の状況について充分に把握できないまま調査票が作成され、それを元に審査判定が行われている。市町村によっては、調査対象者を担当する居宅介護支援事業所に認定調査を委託する場合があり、担当ケアマネジャーは調査対象者の情報を元々把握しているため、そうすれば日常生活の状況を捉えきれないという恐れは少なくなる。しかし、居宅介護支援事業所は介護度が重くなった方が収入増につながるという点で利害関係者であるため、原則として委託しないこととしている市町村もある。

### 末期がんと要介護認定
2000年の介護保険制度開始当初、がんは第2号被保険者の特定疾病に含まれておらず、65歳未満では要介護認定を受けることができなかったが、2004年頃に介護保険の被保険者・受給者の範囲拡大をめぐる議論があり介護保険と障害者福祉の制度統合も取りざたされた際、制度の谷間になっている40歳以上65歳未満の末期がんについては介護保険による給付を早急に受けられるようにすべきとされ、2006年4月に末期がんを特定疾病に追加する対応が取られた。
しかし、介護保険の制度はそのままで単に特定疾病に追加しただけだったため、1日単位で状態が変化する末期がんの特性と、要介護認定申請から結果通知までの期間を「30日以内」とする慢性疾患を想定した制度設計の間にはミスマッチがあり、国会でも「介護保険の制度設計とがんの疾病としての特性のずれが問題を引き起こしている一つの原因」（参議院厚生労働委員会平成22年4月20日／梅村聡議員）と使い勝手の悪さが指摘された。
厚生労働省は、国会質問を契機に2010年4月、2010年10月、2011年10月に都道府県・市町村に対する文書（事務連絡）を発出しているが、いずれも現行制度内での対応を求める内容で、制度設計自体に踏み込んだ動きはとっていない。